# Richard Hamilton (basket-ball)
Pour les articles homonymes, voir Hamilton et Richard Hamilton.
Richard Hamilton, né le 14 février 1978 à Coatesville, Pennsylvanie est un joueur américain de basket-ball qui joue au poste d'arrière.

## Biographie
Hamilton joue dans l'équipe universitaire des UConn Huskies de l'université du Connecticut et remporte le titre de champion NCAA en 1999. Il est élu Most Outstanding Player du tournoi NCAA.
Il se présente à la Draft 1999 de la NBA et est drafté en 7e position par les Wizards de Washington.
Hamilton possède un shoot à 3 points d'une très grande qualité.
Avec les Pistons de Détroit, il remporte le titre NBA en 2004 face aux Lakers de Los Angeles avec un collectif défensif exceptionnel d'un 5 majeur composé de Chauncey Billups, Tayshaun Prince, Rasheed Wallace, Ben Wallace et lui-même.
Les Pistons arrivent en finale NBA en 2005, mais sont battus 4 rencontres à 3 par les Spurs de San Antonio.
La saison 2005-2006 est la meilleure sur le plan statistique pour Richard Hamilton. Il est sélectionné pour le NBA All-Star Game 2006 comme remplaçant dans l'équipe de l'est et marque 8 points. En décembre 2006, il marque 51 points face aux Knicks de New York, ce qui reste son record en carrière. Les Pistons s'inclinent contre le Heat de Miami de Dwyane Wade en finale de conférence (4-2).
En 2007, Hamilton est à nouveau sélectionné comme remplaçant pour le NBA All-Star Game 2007. Les Pistons sont battus en finale de conférence est par les Cavaliers de Cleveland de LeBron James (4-2).
En 2008, les Pistons échouent encore en finale de conférence est face aux Celtics de Boston (4-2).
Le 12 décembre 2011, il décide de ne pas renouveler son contrat avec les Pistons de Détroit. Hamilton, après ses 9 saisons passées à Detroit, termine 6e meilleur marqueur de l'histoire de la franchise avec 11582 points.
Le 14 décembre, il signe un contrat de trois ans avec les Bulls de Chicago. Il touchera quinze millions de dollars durant cette période.
En juillet 2013, il est coupé par les Bulls de Chicago.
Hamilton porte en permanence un masque de protection à la suite d'une blessure au nez, ce qui est devenu sa « marque de fabrique » au fil des ans.

## Clubs
- 1999-2002 :  Wizards de Washington.
- 2002-2011 :  Pistons de Détroit.
- Déc.2011-2013 :  Bulls de Chicago.

## Palmarès
- Champion NBA en 2004.
- Finales NBA avec les Pistons de Détroit en 2005 contre les Spurs de San Antonio.
- Champion de la Conférence Est en 2004 et 2005 avec les Pistons de Détroit.
- Champion de la Division Centrale en 2003, 2005, 2006, 2007 et 2008 avec les Pistons de Détroit.
- Champion de la Division Centrale en 2012 avec les Bulls de Chicago.
- 3 sélections pour le NBA All-Star Game en 2006, 2007 et 2008.